# Estudi op. 10, núm. 5 (Chopin)
L'"Estudi op. 10 núm. 5", en sol bemoll major, és també conegut en francès com La négresse (en català, "Negre") i en anglès Black keys (és a dir, "Tecles negres"). És un dels dotze Estudis op. 10 per a piano compostos per Frédéric Chopin el 1830.
És una peça característica pels arpegis de la mà dreta, gairebé exclusivament en les tecles negres amb l'excepció del compàs número 66, en què Chopin va escriure un fa natural; és l'única tecla blanca per a la mà dreta en tota l'obra. Aquesta característica és la que ha generat el sobrenom a l'estudi. La mà esquerra, per la seva banda, s'ocupa de la melodia, sobretot amb acords i vuitenes, mentre la mà dreta fa l'acompanyament amb els ràpids tresets en les tecles negres.

## Estructura

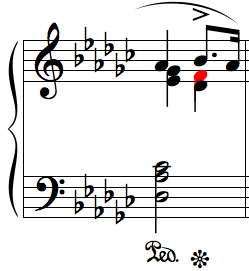
La nota en vermell és fa natural, l'única tecla blanca tocada per la mà dreta.

Aquest estudi està desequilibrat pel que fa a l'estructura però, com a música romàntica, Chopin va afavorir l'interès melòdic enfront d'una estructura rígida. L'estudi es pot dividir en quatre parts, depenent de les interpretacions. El primer tema és, lògicament, el que inicia i presenta l'estudi, i es desenvolupa amb algunes variacions després de la seva segona repetició. El segon tema comença després de dos majestuosos arpegis que arriben a cobrir la meitat del teclat. Aquest segon tema és curt, perquè dura només setze compassos, i està escrit en la tonalitat dominant de l'estudi, re bemoll major. El primer tema torna a repetir-se una vegada més i es comença a dirigir cap a la coda. És durant aquest camí cap a la coda en el qual la mà dreta toca el fa natural, l'única tecla blanca per aquesta mà en l'estudi; és el compàs 66. Aquí s'estableix una cadència cap a la coda, que és un legato florit en la tonalitat de la tònica i acaba amb una ràpida frase en vuitenes executades amb les dues mans sempre en staccato. Alguns pianistes destacats, com Horowitz i Rosenthal, prefereixen tocar la secció d'octaves final amb un glissando.
La dinàmica d'aquest estudi està més detallada que en qualsevol altre. En els primers setze compassos es troben indicats catorze canvis dinàmics, així com canvis en els pedals i variades articulacions. No obstant, això no vol dir que en aquest estudi calgui emfatitzar la dinàmica més que en qualsevol altra obra, ja que Chopin va escriure aquesta peça alegre i viva amb dinàmiques clares, però sense duresa. Aquests elements, units al tempo vivace, configuren un dels estudis de Chopin més difícils.